# مجلة بلسم
مجلة بلسم هي مجلة شهرية تابعة لجمعية الهلال الأحمر الفلسطيني، تعنى بمواضيع صحية واجتماعية وثقافية ويشرف على تحريرها الكاتب نعيم ناصر، فيما يقوم عدد من الأخصائيين بتحرير المواضيع المتعلقة بالنواحي الطبية والإرشادات الصحية.

## التاريخ
تأسست سنة 1974، تحت اسم مجلة الهلال الأحمر الفلسطيني. وتم اعتماد الاسم بلسم سنة 1982. بدأت النشر في لبنان وعلى إثر مغادرة أطر منظمة التحرير الفلسطينية لبيروت بسبب حصارها، انتقلت إلى سوريا ثم إلى قبرص والأردن. كان رئيس تحريرها في هذه الفترة هو الكاتب عبد الرحمن بسيسو. 
لكن بعد قيام السلطة الفلسطينية سنة 1994 صارت المجلة تصدر من مدينة غزة ثم انتقلت إلى مقر الهلال الأحمر في مدينة البيرة بالضفة الغربية.
أصدرت الجمعية 576 عددًا شهريًا من المجلة على مدار 48 عامًا، وتوقفت منتصف عام 2023، وقد برر المحرر نعيم ناصر ذلك: «نقول إن إنتشار وسائل التواصل الاجتماعي، بمكوناتها كافة، وبما تحتويها من مواضيع طبية واجتماعية ونفسية وثقافية، ولجوء الناس اليها عند الحاجة، عوضاً عن الصحف والمجلات الورقية، أدى الى حد كبير الى تقلص عدد المشتركين في المجلة، وهو الأمر الأكيد الذي كان وراء اتخاذ هذه الخطوة المؤلمة التي اضطررنا الى اللجوء اليها آسفين.»

## الاهتمام بالمجلة
نظرا لمكانة المجلة ودورها، أوعزت كل من وزارة التربية والتعليم العالي في فلسطين، والأونروا لمدارسها الاشتراك في مجلة بلسم، وعلى نفس النهج سارت وزارة التربية والتعليم الأردنية، كما أن وزارة التعليم العالي السورية قامت باعتمادها كمصدر علمي موثوق يرجع له عند الحاجة.